# Anisozyga lenis
Anisozyga lenis är en fjärilsart som beskrevs av Louis Beethoven Prout 1913. Anisozyga lenis ingår i släktet Anisozyga och familjen mätare. Inga underarter finns listade i Catalogue of Life.